# NBCユニバーサル
NBCユニバーサル（エヌビーシーユニバーサル、NBCUniversal Media, LLC）は、アメリカ合衆国のニューヨークを本拠とするメディア・エンターテインメントグループ。世界のメディア・コングロマリットの一つ。

## 概要
ゼネラル・エレクトリック（GE）傘下のNBCとヴィヴェンディ傘下のヴィヴェンディ・ユニバーサルの合併により、2004年5月12日に設立された。設立当初の出資比率はGEが80%、ヴィヴェンディが20%。
2009年12月3日にアメリカのケーブルテレビ運営会社のコムキャストが、GEが保有するNBCユニバーサルの株式の過半数を取得し、ヴィヴェンディが保有するNBCユニバーサルの株式をGEが取得することが発表された。2011年1月18日に連邦通信委員会と司法省はオンラインビデオ配信市場における競争を阻害しない、NBCがHuluの経営から撤退するなどを条件にコムキャストによる買収を承認した。同月28日にはコムキャストによる買収が完了。これによってNBCユニバーサルの所有比率はコムキャストが51%、GEが49%となり、事実上コムキャストが経営権を掌握する形となった。かつての親会社であり株式の20%を保有していたヴィヴェンディは、保有する全ての株式をGEに譲渡する形で経営から退いた。2013年3月19日、GEが保有する全株式をコムキャストに売却、コムキャストの完全子会社となった。2020年4月より、配信サービスであるPeacock事業を開始した。
2024年11月、定額制動画配信サービスなどとの競争激化に伴い、2025年後半を目処にケーブルテレビ部門を「Versant」として分社化（スピンオフ）することを発表。分社手続き完了後は映画・地上波テレビ・配信及びテーマパーク事業に注力するとしている。

## 主要グループ会社

### 地上波
- NBC
- テレムンド（スペイン語放送局。2001年、NBCがリバティメディアおよびソニー・ピクチャーズ エンタテインメントより買収）

### ケーブルテレビ向けチャンネル
- Bravo（1980年開局。2001年、NBCがケーブルビジョンより買収）
- Chiller（2007年3月開局）
- CNBC
- mun2（2001年開局。2001年、テレムンドとともにNBCが買収）
- MSNBC
- NBCウェザー・プラス（2004年11月に開局した天気予報専門チャンネル。系列局におけるデジタル放送のサブチャンネルにもキャリーされており、本部からの情報に系列局からの情報を加える形でカスタマイズされている。一部の局ではブロードバンド配信もされている）
- Oxygen（2000年開局。2007年10月買収）
- Cloo（2006年1月開局）
- Syfy（2002年、USAネットワークとともにヴィヴェンディ・ユニバーサルが買収）
- ショップNBC（テレビショッピングチャンネル。1991年「バリュービジョン」として開局、2000年チャンネル名変更。NBCユニバーサルは運営するバリュービジョンメディア社の株式37%を所有）
- サンダンスチャンネル（ロバート・レッドフォード、およびCBSコーポレーションとの共同出資）
- ユニバーサルHD（2003年7月「Bravo HD+」として開局、2004年12月チャンネル名変更）
- USAネットワーク

#### 旧コムキャスト所有チャンネル
2011年1月、NBCユニバーサル傘下入り。これにより、NBCスポーツとVERSUS、ゴルフ・チャンネルが統合、NBCのゴルフ番組は「Golf Channel on NBC」のブランド名で放送されることになった。
- NBCスポーツ・グループ
  - NBC Sports Regional Networks - ベイエリア、カリフォルニア、シカゴ、ミッドアトランティック、ニューイングランド、ノースウエスト、フィラデルフィア、SNY（スポーツネット・ニューヨーク）、The Mtn.（マウンテンウエスト・スポーツ・ネットワーク）、CSS（コムキャスト・スポーツ・サウスウエスト）
  - NECN（New England Cable News）
  - ゴルフ・チャンネル
- E!
- Esquire Network
- NBCSN（旧VERSUS）
- Comcast Spectacor
  - G4（2002年開局）

### 配信サービス
- Peacock

### プロダクション
- NBCユニバーサル・テレビジョングループ

### 映画・アニメーション
- ユニバーサル・ピクチャーズ
  - ユニバーサル・アニメーション・スタジオ
  - イルミネーション
  - ドリームワークス・アニメーション
  - アンブリン・パートナーズ
  - フォーカス・フィーチャーズ
  - ワーキング・タイトル・フィルムズ

### テーマパーク
- ユニバーサル・デスティネーションズ&エクスペリエンシズ
  - ユニバーサル・クリエイティブ
  - ユニバーサル・スタジオ・ハリウッド
  - ユニバーサル・オーランド・リゾート
    - ユニバーサル・スタジオ・フロリダ
    - アイランズ・オブ・アドベンチャー
    - ユニバーサル・エピック・ユニバース（予定）

  - ユニバーサル・スタジオ・ジャパン
  - ユニバーサル・スタジオ・シンガポール
  - ユニバーサル・北京・リゾート
    - ユニバーサル・スタジオ・北京

注記: ユニバーサルミュージックは、NBCとヴィヴェンディ・ユニバーサル・エンタテインメントの合併に含まれておらず、NBCユニバーサルのグループ企業ではない。現在もヴィヴェンディ傘下の企業である。

## 日本の事業子会社
- NBCユニバーサル・インターナショナル
- NBCユニバーサル・エンターテイメントジャパン
  - 2009年2月、ユニバーサル・ピクチャーズ・インターナショナル・エンターテインメント（UPIE）日本法人であるユニバーサル・ピクチャーズ・ジャパン（UPJ）と、ジェネオンエンタテインメント（旧パイオニアLDC、2003年から電通の子会社であったが、2008年12月にUPIEが過半数の株式を取得）が合併してジェネオン・ユニバーサルエンターテイメントジャパンとして誕生した。2013年12月に現在の会社名に変更。
- NBC Universal Television Japan
- NBCユニバーサルグローバル・ネットワークス・ジャパン（ユニバーサルチャンネル（現在は終了）を運営）
- CNBCアジアパシフィック東京オフィス